# Рождественська сільська рада (Драбівський район)
Рожде́ственська сільська́ ра́да — адміністративно-територіальна одиниця та орган місцевого самоврядування у Драбівському районі Черкаської області. Адміністративний центр — село Рождественське.

## Загальні відомості
- Населення ради: 347 осіб (станом на 2001 рік)

## Населені пункти
Сільській раді підпорядковані населені пункти:
- с. Рождественське

## Склад ради
Рада складається з 12 депутатів та голови.
- Голова ради: Власенко Микола Володимирович
- Секретар ради: Заноздра Світлана Володимирівна

### Керівний склад попередніх скликань
| Прізвище, ім'я, по батькові   | Основні відомості                                                                       | Дата обрання | Дата звільнення |
| ----------------------------- | --------------------------------------------------------------------------------------- | ------------ | --------------- |
| Власенко Микола Володимирович | Сільський голова, 1958 року народження, освіта середня спеціальна, член Народної партії | 26.03.2006   | 31.10.2010      |
| Власенко Микола Володимирович | Сільський голова, 1958 року народження, освіта середня спеціальна, член Партії регіонів | 31.10.2010   |                 |

Примітка: таблиця складена за даними сайту Верховної Ради України

### Депутати
За результатами місцевих виборів 2010 року депутатами ради стали:

#### За суб'єктами висування
| Суб'єкт висування                                       | Кількість обраних депутатів | %    |
| ------------------------------------------------------- | --------------------------- | ---- |
| Партія регіонів                                         | 8                           | 66,7 |
| Політична партія Всеукраїнське об'єднання «Батьківщина» | 4                           | 33,3 |

#### За округами
| № округу                                                | Прізвище, ім'я, по батькові   | Дата визнання обраним | Освіта             | Партійна приналежність                        | Відомості про обраного депутата                                           |
| ------------------------------------------------------- | ----------------------------- | --------------------- | ------------------ | --------------------------------------------- | ------------------------------------------------------------------------- |
| Партія регіонів                                         |                               |                       |                    |                                               |                                                                           |
| 1                                                       | Мехеда Ольга Григорівна       | 04.11.2010            | середня            | член Партії регіонів                          | пенсіонер                                                                 |
| 3                                                       | Новак Раїса Григорівна        | 04.11.2010            | середня            | член Партії регіонів                          | Магазин"Ромашка", продавець                                               |
| 6                                                       | Рясна Ніна Петрівна           | 04.11.2010            | середня спеціальна | член Партії регіонів                          | Рождественська загальноосвітня школа-сад І-ІІ ст., вчитель                |
| 7                                                       | Мацарук Валентин Іванович     | 04.11.2010            | середня спеціальна | член Партії регіонів                          | ФГ «Яна», директор                                                        |
| 8                                                       | Швидка Тетяна Володимирівна   | 04.11.2010            | середня спеціальна | член Партії регіонів                          | Рождественська сільська рада, бухгалтер                                   |
| 9                                                       | Заноздра Світлана Василівна   | 04.11.2010            | середня спеціальна | член Партії регіонів                          | Рождественська сільська рада, секретар                                    |
| 10                                                      | Новак Олександр Олександрович | 04.11.2010            | середня спеціальна | член Партії регіонів                          | тимчасово не працює                                                       |
| 11                                                      | Белих Василь Васильович       | 04.11.2010            | середня спеціальна | член Партії регіонів                          | Рождественська загальноосвітня школа-сад І-ІІ ст., завідувач господарства |
| Політична партія Всеукраїнське об'єднання «Батьківщина» |                               |                       |                    |                                               |                                                                           |
| 2                                                       | Рибак Любов Степанівна        | 04.11.2010            | середня            | член Всеукраїнського об'єднання «Батьківщина» | пенсіонер                                                                 |
| 4                                                       | Пуделко Наталія Василівна     | 04.11.2010            | середня спеціальна | член Всеукраїнського об'єднання «Батьківщина» | Рождественська загальноосвітня школа-сад І-ІІ ст., вчитель                |
| 5                                                       | Глущенко Наталія Іванівна     | 04.11.2010            | середня спеціальна | член Всеукраїнського об'єднання «Батьківщина» | Рождественський сільськийклуб, завідувачка                                |
| 12                                                      | Костенко Василь Ілліч         | 04.11.2010            | середня            | член Всеукраїнського об'єднання «Батьківщина» | тимчасово не працює                                                       |